# 반야심경소현정기
반야심경소현정기(언해)(般若心經소顯正記(諺解))는 1464년에 조선의 간경도감(刊經都監)에서 판각한 목판에서 1495년에 후인(後印)한 국역불경이다. 2011년 2월 25일 대한민국의 보물 제1708호로 지정되었다.

## 개요
당나라 법장(法藏)이 찬술한 『반야심경약소』에 송나라 중희(仲希)가 찬술한 『현정기(顯正記)』를 저본으로 효령대군(孝寧大君)과 한계희(韓繼禧) 등이 세조의 명으로 국역(國譯)하여 1464년에 간경도감(刊經都監)에서 판각한 목판에서 1495년에 후인(後印)한 국역불경이다.
‘반야심경’이란 의미는 ‘지혜의 빛에 의해서 열반의 완성된 경지에 이르는 마음의 경전’으로 풀이할 수 있다. ‘심(心)’은 일반적으로 심장(心臟)으로 번역되는데, 이 경전이 크고 넓은 반야계(般若系) 여러 경전의 정수를 뽑아내어 응축한 것이라는 뜻을 포함하고 있다. 이 경은 수백 년에 걸쳐서 편찬된 반야경전의 중심 사상을 260자로 함축시켜 서술한 경으로 불교의 모든 경전 중 가장 짧은 것에 속하며, 한국불교의 모든 의식(儀式) 때 반드시 독송되고 있다. 이 경의 중심 사상은 공(空)이다. 공은 ‘아무것도 없는 상태’라는 뜻에서 시작하여 “물질적인 존재는 서로의 관계 속에서 변화하는 것이므로 현상으로는 있어도 실체․주체․자성(自性)으로는 파악할 길이 없다”는 뜻으로 쓰이고 있다.
이러한 내용을 지닌 이 책은 조선 세조 때 간경도감에서 판각 간행되어 현재 동두천시 소재의 자재암(自在庵)을 비롯하여 서울대 규장각과 청주고인쇄박물관 등 3곳에 소장되어 있는 것으로 알려져 있다. 그런데 앞서 지정된 자재암본(보물 제1211호) 권수에는 ‘진금강경심경전(進金剛經心經箋)’이란 제기(題記) 아래 1464년(천순 8)에 황수신이 쓴 진전문(進箋文)이 실려있고, 권말에는 같은 해에 한계희가 쓴 발문이 수록 되어 있는데, 이 본에는 보이지 않고 있다. 이로보아 성종 말년에 후인(後印)하면서 이 부분은 생략하고 대신에 1495년(홍치 8)에 학조(學祖)가 쓴 발문을 을해자(乙亥字)로 인출하여 수록되어 있다. 권두제에는 ‘반야심경소현정기병서(般若心經䟽顯正記幷序)’라는 서제(序題)가 기재되어 있고, 다음 행에 ‘진운사문석중희술(縉雲沙門釋仲希述)’이란 저자표시가 보인다. 그리고 5행에 ‘반야파라밀다심경약소(般若波羅蜜多心經略䟽)’라는 서명이 보이고 있으며, 이하 약소의 내용이 장14까지 수록되어 있다. 장15부터는『반야심경』의 내용이 주석과 함께 수록되어 본문이 시작되고 있다.
인쇄면에는 후인본임에도 불구하고 글자의 완결이 보이지 않고 전체적으로는 양호한 상태이다. 자체는 한글은 정방형 고딕체로 작은 글씨로 쓰여 져 있으며, 대자로 쓰여 진 한문은 원필(圓筆)의 안진경체의 필의가 보인다. 판서자(板書者)는 1467년에 개판된 『수심결』에 안혜(安惠)․유환(柳睆)․박경(朴耕)의 이름이 수록되어 있는데, 자체가 유사하여 이들에 의해 정서(淨書)된 것이 아닌가 한다.
지질은 초인본에 보이는 고정지(藁精紙)와는 다른 발이 굵은 저지로 조선 성종후기에서 중종연간에 사용되었던 것으로 보이는 인경지(印經紙)이다. 다만 후에 보수하면서 상하단의 여백지를 절단한 점은 아쉽다.
이 책은 1464년(세조 10) 효령대군과 한계희 등이 왕명을 받아 간경도감(刊經都監)에서 판각한 목판에서 1495년(연산군 1)에 후인한 국역불경이다. 비록 초간본에 수록되어 있는 ‘금강경심경전(金剛經心經箋)’과 한계희의 발문이 없으나, 1495년에 후인하면서 부친 학조의 발문이 수록되어 있어 후대의 간인사실을 알 수 있어 귀중한 자료적 가치를 지니고 있다.

## 같이 보기
- 간경도감

## 참고 자료
- 반야심경소현정기 - 국가유산청 국가유산포털